# Ferdinand Thrän

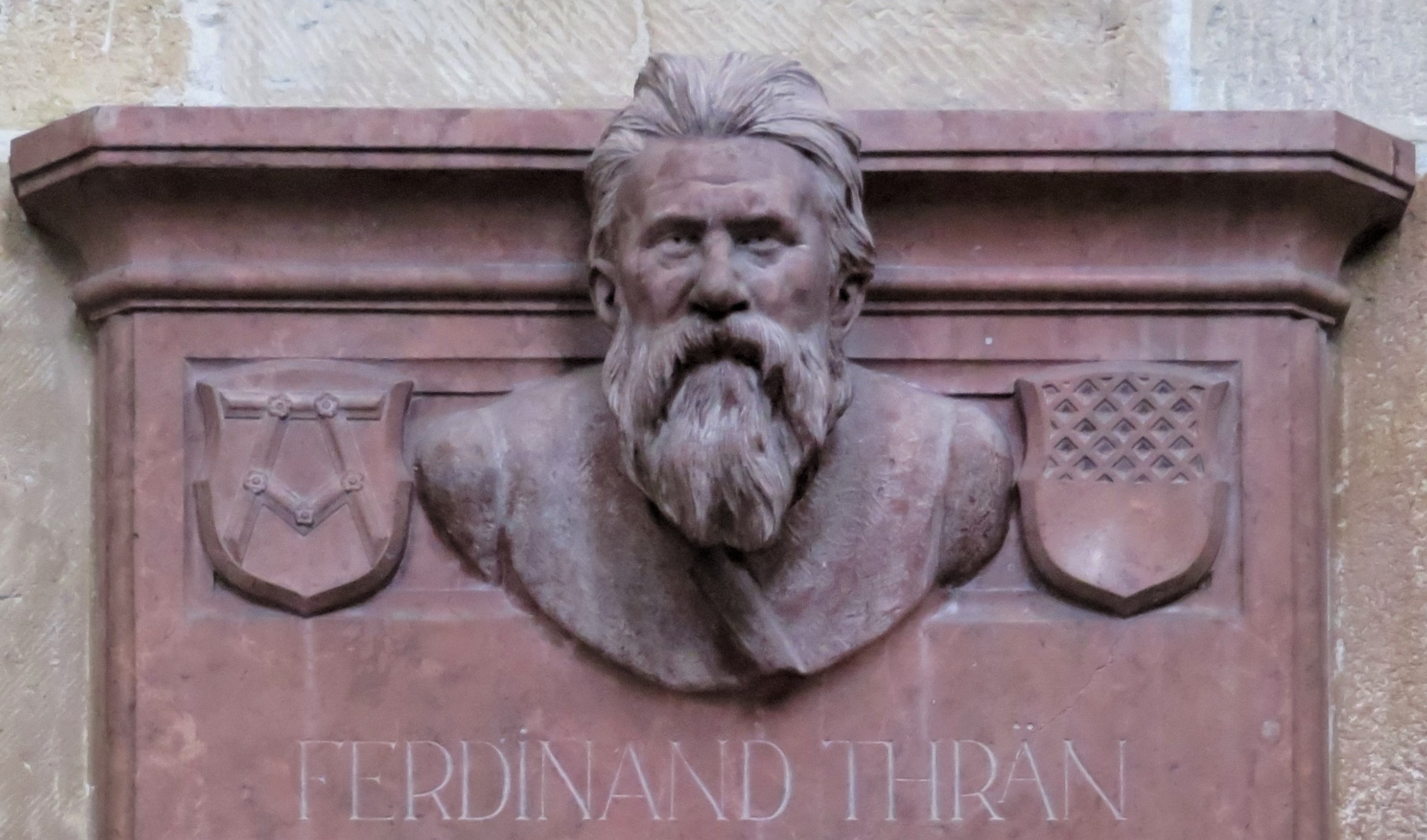
Gedenktafel Thräns im nördlichen Eingangsbereich des Ulmer Münsters

Georg Karl Ferdinand Thrän (* 4. Dezember 1811 in Freudenstadt; † 13. Februar 1870 in Ulm) war ein deutscher Bauingenieur, kommunaler Baubeamter in Ulm und von 1844 bis zu seinem Tod Münsterbaumeister am Ulmer Münster.

## Leben
Georg Karl Ferdinand Thrän wurde in Freudenstadt im Schwarzwald geboren. Sein Vater Georg Friedrich Matthias Thrän († 1821) war Diakonus an der Freudenstadter Stadtkirche, seine Mutter Friederike Thrän geb. Haspel die Tochter eines Arztes aus Schwäbisch Hall.
1819 ließ sich Thräns Vater als Pfarrer nach Gelbingen versetzen, damit die Familie näher bei ihren Verwandten leben konnte. Dort besuchte Thrän die Volksschule und für kurze Zeit nach dem Tod seines Vaters 1821 das Gymnasium in Schwäbisch Hall, wurde aber kurz danach von seinem Oheim, dem Straßenbauinspektor Bühler in Weingarten adoptiert. Thrän beschreibt in einem von ihm selbst vier Jahre vor seinem Tod geschriebenen „Nekrolog“, dass dieser Einschnitt seinen Berufsweg geändert hatte: „War ich früher nach dem Vorgang meines Vaters zur Theologie bestimmt, so änderte sich jetzt meine Laufbahn: ich trat zum Baufach über.“
Nach knapp dreijähriger Ausbildung übernahm er die Leitung der von Bühler gegründeten Bauschule für Architekten und Werkmeister.
Ferdinand Thrän heiratete am 7. April 1842 Elisabeth Pfeiffer, die Tochter eines Neu-Ulmer Weinhändlers. Aus der Ehe gingen fünf Kinder hervor, von denen nur die Tochter Elise das Kindesalter überlebte. Elise Thrän kommentierte später den Nekrolog ihres Vaters für den Abdruck in der Allgemeinen Deutschen Biographie, nachdem er zuvor mit Auslassungen und ohne Einverständnis der Familie in den Münsterblättern veröffentlicht worden war.
Thrän starb am 13. Februar 1870 an den Folgen einer Lungenentzündung in Ulm.

## Schaffen
Parallel zu seiner Arbeit in den Straßenbauinspektionen Ulm und Biberach begann Thrän ab Anfang der 1830er Jahre, auch Privataufträge wie den Bau artesischer Brunnen auf der Schwäbischen Alb auszuführen. In seinem Nekrolog berichtet er von mehreren Erkrankungen und Beinahe-Unfällen: Beim Bau der Donaubrücke in Berg drohte er im September 1831 an Typhus zu sterben, er erholte sich jedoch überraschend. Beim Bau der Ludwig-Wilhelms-Brücke über die Donau in Ulm stürzte er in den Fluss und in eine Baugrube, und beim Bau einer Brücke in Wiblingen wurde er von einem herabfallenden Hebeisen beinahe „förmlich gespießt“.
Nachdem Thrän 1835 das Staatsexamen abgelegt hatte, arbeitete er am Nivellement der schwäbischen Eisenbahn auf mehreren Abschnitten zwischen Friedrichshafen und Esslingen: „Ich kann sagen, daß ich derjenige bin, welcher den ersten Pfahl zur Eisenbahn in Württemberg, und zwar an der Ziegellände bei Ulm, geschlagen hat.“
Danach arbeitete Thrän ab 1836 bei der Straßenbauinspektion Ulm, bevor er sich 1844 auf die seit einigen Jahren vakante Stelle als Stadtbaumeister in Ulm bewarb und am 30. Mai gewählt wurde. Zu Beginn der 1840er Jahre hatte der Verein für Kunst und Alterthum in Ulm und Oberschwaben Förderer für die Restaurierung des seit Ende des 16. Jahrhunderts nicht weiter gebauten Ulmer Münsters angeworben, und Thrän nennt in seinem Nekrolog die Möglichkeit zur Beteiligung an diesem Weiterbau ganz offen als Hauptmotiv für seine Bewerbung in Ulm. Formell war allerdings der Kunsthistoriker und Mitbegründer des Vereins für Kunst und Alterthum in Ulm und Oberschwaben Eduard Mauch als Münsterbaumeister eingesetzt. Thrän, der keine formelle Ausbildung im Baustil der Gotik hatte, sondern all sein Wissen im Selbststudium erwarb, überwarf sich jedoch schnell mit Mauch wegen ihrer unterschiedlichen Vorstellungen über die Ausführung des Weiterbaus. Er arbeitete schon vor Mauchs Rücktritt 1845 faktisch alleine als Münsterbaumeister. Thrän nannte später den 21. August 1844 als offiziellen Beginn des Weiterbaus am Münster – dies war laut seines Tagebuchs der Tag, an dem er „zum erstenmal Hand werkthätig am Thurm selbst angelegt, weshalb dieser Tag als der Beginn der Münsterrestauration zählt“.
Auch Thräns Anstellung als Stadtbaumeister blieb nicht ohne Konflikte. Der Stadtschultheiß und Oberbürgermeister Julius Schuster plante die Einführung einer Gasbeleuchtung für die Stadt, und Thrän war mit der Art und Weise nicht einverstanden, wie dieser Plan umgesetzt werden sollte. Er sollte in der Folge von seiner Position als Stadtbaumeister entfernt werden, was sich in seinen eigenen Worten jedoch als „nur vorteilhaft“ erwies. Ab dem 25. November 1857 war er durch einen neuen Dienstvertrag nur mehr allein für den Münsterbau verantwortlich.
Unter Thrän erhielt das Münster unter anderem die oberste Kranzgalerie, sowie die Fialen und Strebebögen an den beiden Seitenschiffen nach den Vorbildern anderer Kathedralen, mit denen er den Bau gegen aufgetretene Schäden absichern wollte. Auch die Restaurierungen der Valentins- und der Bessererkapelle wurden von ihm geleitet.

## Schriften
- Denkmale altdeutscher Baukunst. Stein- und Holzsculptur aus Schwaben. Wohler, Ulm 1846.
- Berichte über die Restauration des Münsters in Ulm. In: Verhandlungen des Vereins für Kunst und Alterthum in Ulm und Oberschwaben. Band 7-11, 1849.
- Der Bau einer neuen Orgel. In: Verhandlungen des Vereins für Kunst und Alterthum in Ulm und Oberschwaben. Band 6/7, 9/10, 1849.
- Das Brunnenwerk der Stadt Ulm. In: Ulmer Zeitung. Ulm 1850 (Extrabeilage zur Zeitung).
- Der Bescheid an der obern Bleiche, dessen Theilungs-Verhältnisse und Vorschlag zum Neubau. Wagner, Ulm 1852 (8 S.).
- Denkmale der mittelalterlichen Baukunst, Stein- und Holzsculptur. Taufsteine in Arnegg, Suppingen und Langenau, Kr. Ulm. In: Verhandlungen des Vereins für Kunst und Alterthum in Ulm und Oberschwaben. Band 9/10, 1855, S. 60–66.
- Münster in Ulm. Eine genaue Beschreibung desselben. Müller, Ulm 1859.
- Das Münster in Ulm. Dessen Geschichte und Beschreibung. Nübling, Ulm 1877 (58 S.).